# 海山煤礦
海山煤礦位於臺灣臺北土城（新北市土城區），是臺灣僅次於瑞三煤礦的第二大礦，礦區面積將近1,000公頃，大正4年（1915年）由山本義信開始開採，第二次世界大戰後由臺灣工礦接收。1949年併入三德煤礦，更名為海三煤礦。1955年由瑞芳李家的李四川（李建興之弟）承購海三煤礦後改稱瑞山煤礦，隔年再改名為海山煤礦。1970年，海山煤礦雇工達1,522人，被臺灣省礦務局列為模範煤礦。
海山煤礦是全臺最佳的礦產，煤層深厚達0.9公尺，而且岩層堅硬、傾斜度適當，並引進割煤機。

## 災變

### 海山煤礦災變
海山煤礦災變發生於1984年6月20日，是同年台灣的三次巨大煤礦災變之一（土城海山煤礦、三峽海山一坑、瑞芳煤山煤礦）。
1984年6月20日，海山煤礦發生煤塵爆炸，由於台車第7車和第8車的插銷沒有插好，造成台車滑落，又因為撞擊到高壓電，引發的火花和漫布在空氣中的煤粉接觸，引發爆炸。未在撞擊過程中喪命的礦工，也因為空氣中布滿一氧化碳而喪命。該次災變共造成72死，大多是阿美族礦工。1989年收坑，總共開採出約466萬公噸。
在海山煤礦災變後20日，7月10日，同縣瑞芳鎮發生煤山煤礦災變（103死）；同年12月5日，同縣三峽鎮海山一坑煤礦也釀巨災（93死），一連串事故敲響臺灣煤礦業之喪鐘。之後因本地煤的價格競爭力不如進口煤，台灣僅有的幾處煤礦陸續停採關閉。2000年台灣全面停止採礦。

## 文化
鄭智化創作的歌曲《老么的故事》（鄭智化作詞、作曲、主唱，點將唱片發行）：講述海山煤礦災變的歌，前奏有一分三十五秒是挖煤的聲音，歌詞盡道矿工的宿命“近乎认命的淡然”，又反映出“都市的人被欲望淹没，却失去了灵魂”。
胡德夫《為什麼》

## 外部連結
- 《三峽煤礦興衰史 》
- 放羊的狼《1010722-1三峽-海山一坑煤礦》 （页面存档备份，存于）
- 海山煤礦災變